# Quattro pezzi su una nota sola
Quattro pezzi su una nota sola (Quatre pièces sur une seule note), appelé aussi : Quattro pezzi per orchestra (ciascuno su una nota sola) (Quatre pièces pour orchestre, chacune sur une seule note), est une œuvre pour orchestre de chambre de Giacinto Scelsi composée en 1959. 
Elle est considérée comme emblématique de l'esthétique de Scelsi, fondée sur l'exploration du son.

## Historique

### Genèse
À la fin des années 1940, Giacinto Scelsi traverse une crise psychique nécessitant un internement. Dans un but thérapeutique, il passe alors des heures au piano à répéter sur le clavier une même note et à concentrer son attention sur le son. Il évoquera cette expérience comme fondatrice : 

« Vous n'avez pas idée de ce qu'il y  a dans un seul son ! (…) C'est en rejouant longtemps une note qu'elle devient grande. Elle devient si grande que l'on entend beaucoup plus d'harmoniques et elle grandit au dedans. Le son vous enveloppe. (…) Dans le son, on découvre un univers entier avec des harmoniques que l'on entend jamais. Le son remplit la pièce où vous êtes, il vous encercle. On nage à l'intérieur. »

— Giacinto Scelsi

Après son rétablissement, le travail de Scelsi prend une orientation en rupture avec la tradition musicale, ainsi qu’avec les avant-gardes alors prédominantes comme le sérialisme. Il fait le constat que « la musique ne peut exister sans le son ». Inspiré par la mystique indienne, il élabore une réflexion conceptuelle basée sur le son appréhendé comme un « mouvement », une énergie. 

« En plus, le son est sphérique, mais en l'écoutant, il nous semble posséder seulement deux dimensions : hauteur et durée - la troisième, la profondeur, nous savons qu'elle existe, mais dans un certain sens, elle nous échappe. (…) En peinture, on a bien découvert la perspective, qui donne l'impression de la profondeur, mais en musique (…) on n'a pas réussi à échapper aux deux dimensions durée et hauteur, et à donner l'impression de la réelle dimension sphérique du son. »

— Giacinto Scelsi
Quand Scelsi se remet à composer à partir de 1952, il expérimente un nouveau langage musical. Dans des pièces pour piano, puis pour d'autres instruments solistes ou de musique de chambre, il s'applique à rendre perceptible les vibrations et la profondeur du son. Il a recours à différents paramètres (variations de couleur, trémolos, trilles, grappes de son…) et adopte la micro-tonalité (composition en quarts de ton), à cette époque peu utilisée.
En 1959, Scelsi réalise la synthèse de ces recherches, appliquées à un plus large effectif, dans les Quattro pezzi su una nota sola. Des musicologues considèrent ce travail comme un « premier chef-d'œuvre », qui  marque le début d'une phase créative dédiée aux mêmes orientations esthétiques et mystiques, et au cours de laquelle le compositeur signe des partitions comptant parmi ses plus remarquables. On peut citer par exemple, dans les années suivantes, Hurqualia (1960), Aiôn (1961), Uaxuctum (1966) ou Konx-Om-Pax (1969), écrites pour orchestre ou pour orchestre et chœur.

### Création et diffusion
Contrairement à nombre de compositions de Scelsi, qui connurent une interprétation tardive, les Quattro pezzi su una nota sola sont données en public peu après leur achèvement. Elles sont créées le 4 décembre 1961 dans le cadre d'un programme « Musique d'aujourd'hui » du Théâtre national populaire, alors au Palais de Chaillot à Paris, par l'Orchestre national de la Radiodiffusion française sous la direction du chef Maurice Leroux, à qui le poète Henri Michaux, ami de Scelsi, les a recommandées.   
Il s'agit d'une des rares œuvres de Scelsi ayant bénéficié au cours de sa vie d'un nombre notable de reprises.

## Instrumentation
L'orchestration privilégie les vents et les instruments du registre grave : bois : une flûte alto, un hautbois, un cor anglais, deux clarinettes, une clarinette basse, un basson, un saxophone (ténor dans les deux premières pièces, alto dans les deux suivantes) ; cuivres : quatre cors, trois trompettes, deux trombones, un tuba (basse) ; une scie musicale (ou flexatone) ; timbales et percussions (bongos, tumba, cymbale suspendue, petit et grand tam-tam) ; cordes : deux altos, deux violoncelles, une contrebasse.

## Structure
Comme l'indique le titre programmatique de l'œuvre, chacune des quatre pièces utilise une unique note : fa dans le premier mouvement, si dans le deuxième, la bémol dans le troisième, enfin la dans la dernière pièce, la seule qui fait appel à l'ensemble de l'effectif instrumental.
La note est modulée selon différents procédés : instruments à l'unisson ou répartis sur plusieurs octaves, variations de la dynamique, des couleurs et de la densité, modification de la hauteur par l'utilisation de demi-tons et de micro-intervalles. La musique suggère la plénitude et les oscillations du son, qui apparaît comme « un organisme vivant, doué d'une vie organique infiniment complexe et subtile », pour reprendre la description du musicologue Harry Halbreich.
L'exécution des quatre mouvements dure environ 15-16 minutes.

## Analyse
Dans ces quatre pièces, « le processus compositionnel se passe réellement à l’intérieur du son au lieu d’être le fruit d’une combinatoire de sons. En conséquence, le fond, le matériau sonore, est en même temps la forme de l’œuvre », selon le compositeur Tristan Murail qui voit en Scelsi un précurseur du courant de la musique spectrale.
Cette rupture avec les modèles musicaux antérieurs présente, pour Murail, des similitudes avec celles dont témoignent d'autres créations à peu près contemporaines, comme les 4'33 de silence de John Cage et, en peinture, les monochromes d'Yves Klein ou de Mark Rothko. La démarche de Scelsi lui paraît particulièrement fructueuse, en ce qu'elle invite l'auditeur à découvrir un monde de « raffinements » sonores.
Pour le musicologue Jacques Amblard, même dans cette œuvre au titre strictement formel, puisque le style de Scelsi découle pour beaucoup de préoccupations ésotériques, la « démarche est moins esthétique qu'éthique ». Il s'agit  « d'attirer l'attention sur la vie microscopique du son, et d'opérer une plongée dans ce dernier de même que la méditation zen ou la prière, de façon générale, impose à son pratiquant une plongée à l'intérieur et surtout dans le détail de soi. »
Du fait de l'économie du matériau musical et de l'emploi de la micro-tonalité, l'œuvre vaut à Scelsi une réputation de précurseur de la musique drone et de la musique minimaliste, ainsi pour le journaliste Federico Sardo qui lui trouve une parenté avec d'autres compositeurs assimilés à ces genres, La Monte Young, Morton Feldman ou Éliane Radigue.

## Discographie
- Rundfunk-Sinfonieorchester Saarbrücken, dirigé par Hans Zender (enregistré en 1978), dans : Hans Zender Edition 13, CD CPO 999 485-2
- Ensemble 2e2m, dirigé par Luca Pfaff (enregistré en 1981), dans : Scelsi / Ensemble 2e2m / Pfaff, 33 t. FY 103 (1982) ; repris dans : Scelsi((, CD Edition RZ 1014
- Orchestre de la Radio-Télévision Polonaise de Cracovie, dirigé par Jürg Wyttenbach (enregistré en 1989), dans :  Quattro Pezzi – Anahit – Uaxuctum , CD Accord 200612 ; repris dans :  Œuvre intégrale pour chœur et orchestre symphonique, 3 CDs Universal-Musidisc
- Vienna Radio Symphony Orchestra, dirigé par Peter Rundel (enregistré en 2005), dans : Giacinto Scelsi 6: The Orchestral Works 2, CD Mode 176
- Orchestre symphonique de la Radiodiffusion bavaroise, dirigé par Hans Zender (enregistré en 2006) dans : Musica Viva 17 : Chukrum - Quattro Pezzi - Natura Renovatur - Hymnos , CD NEOS 10722
- Orchestre symphonique national de la RAI, dirigé par Tito Ceccherini (enregistré en 2007), dans : Giacinto Scelsi – Collection Vol. 3, CD Stradivarius STR 33803